# تپه‌های مراد تپه
تپه‌های مراد تپه مربوط به دوران پیش از تاریخ ایران باستان تا دوران‌های تاریخی پس از اسلام است و در شهرستان اشتهارد، کنارجاده اشتهارد به بوئین زهرا واقع شده و این اثر در تاریخ ۱۰ دی ۱۳۸۱ با شمارهٔ ثبت ۶۵۶۷ به‌عنوان یکی از آثار ملی ایران به ثبت رسیده است.